# Sonia Gigliola Conti
Sonia Gigliola Conti (Senigallia, 8 giugno 1952) è una cantante italiana.

## Biografia
Figlia d'arte (la sua è una famiglia di musicisti d'orchestra di liscio), inizia la carriera nei locali da ballo della Romagna come solista del gruppo Marco Visita.
Viene notata da Tonino Ansoldi, che le propone un contratto con la Ri-Fi.
Ha partecipato al Festival di Sanremo 1974 con Ricomincerei. Nello stesso anno, ha partecipato anche al Festival Internazionale della Canzone di Spalato (Croazia, ex-Jugoslavia) interpretando il brano Niente di niente (titolo originale croato: Sunčane fontane). La canzone ha vinto il primo premio accordo alla giuria professionale.
Fra le altre sue incisioni, si può citare Perché non parli stasera, entrato in classifica in Svizzera, come il successivo Parlami d'amore, versione in italiano (tradotta dal poeta Stefano Scandalora) del brano Touch Me in the Morning di Diana Ross.

## Discografia parziale

### Singoli
- 1974: Ricomincerei/Perché non parli stasera (Ri-Fi, RFN NP 16566)
- 1974: Parlami d'amore/C'è la notte tra di noi (Ri-Fi, RFN NP 16567)
- 1976: Chitarra romana/Che vuoi che sia (Ri-Fi, RFN NP 16643)